# 香港銀行業
香港於1842年開埠，成為英國的殖民地，而銀行這個概念也隨著商業交流日增而引入香港。

## 早期發展(1842年-1949年)
不計算銀號、當鋪等，香港第一家以現代銀行模式運作的銀行是1845年於香港開設分行的東藩匯理銀行（今日的東方匯理銀行），1846年東藩匯理於香港發行鈔票。
及後陸續有不少銀行在香港開業，當中包括香港上海滙豐銀行、麥加利銀行（即渣打銀行）、德華銀行、橫濱正金銀行、花旗銀行、華比銀行、荷蘭銀行及臺灣銀行。1862年，麥加利銀行成為香港的另一家發鈔銀行。
雖然中國於1911年出現政權交換，但由於香港受英國殖民統治，中華民國成立後的政治環境未有重大變化，銀行未因此受影響，反而受第一次世界大戰影響更多。
1912年，廣東銀行在香港成立，是香港第一間由華人創辦的銀行。
1914年，日本對德宣戰，德華銀行青島分行及其在山東投資的鐵路，礦山公司全部被日本接收。1917年，中國政府也對德國宣戰，接管各地德華銀行。1920年代，德華銀行重新來華發展，但其地位已經遠非昔比。
1917年俄國十月革命，華俄道勝銀行在俄總行和85處分行被蘇維埃政府收歸國有，實力受到嚴重削弱，最後於1926年9月25日停業。
1918年，簡東浦、李冠春、周壽臣和馮平山等華商在香港註冊成立東亞銀行。
1922年，嘉華銀號在廣州開業，其後於1924年以「嘉華儲蓄銀行」之名在香港註冊成為有限公司。
1933年，恆生銀行(當時為恆生銀號)於永樂街70號開業。
1934年，交通銀行設立香港分行，成為發展海外業務的先河。
1937年，抗日戰爭爆發，因應局勢發展，部分中國的銀行於香港發展業務至1941年末香港淪陷前夕。日佔香港期間，不少銀行被迫停業。
1946年，橫濱正金銀行被同盟國最高司令官總司令部命令解散。
1949年，東方匯理銀行撤離中國市場，包括香港。其他在中國大陸的銀行因國共內戰，包括香港上海匯豐銀行，也結束在中國大陸的業務，遷至香港。

## 50-60年代
1950年，上海商業儲蓄銀行將香港分行分拆出來，並且註冊為上海商業銀行。
1955年，張明添創立海外信託銀行。
1959年，有利銀行被滙豐收購。

## 60-70年代
1961年6月14日爆發廖創興銀行擠提，經匯豐及渣打解決。不過由於英文翻譯的錯誤，誤把"under control"(情況受到控制)譯成(廖創興銀行)置於兩間銀行的股掌之下，時任董事長廖寶珊憂心忡忡，害怕銀行會遭兩大行吞併，受到打擊，1個月後，終因腦溢血猝亡。
1964年11月，友聯銀行成立。同時多間銀號改組為銀行。

### 1965年香港股災
1965年2月6日，廣東信託銀行發生擠提，不出兩天，2月8日宣佈全線停業。事件波及多間華資銀行，包括恆生銀行、廣安銀行、道亨銀行、永隆銀行等銀行，並繼續蔓延至遠東銀行及廣安銀行，並波及澳門。香港政府即時安排由香港上海滙豐銀行無限量出資支持恆生銀行、遠東銀行及永隆銀行，渣打銀行則支持道亨銀行及廣安銀行。事件到2月10日暫時平息，廣東信託銀行最後亦宣佈破產。
11月25日由邱德根創辦的遠東銀行再次遭到擠提，滙豐應財政司要求，宣佈對該行作出無條件支持。
1966年9月15日，滙豐根據財政司的命令接管有財政困難的有餘銀行。
1969年，遠東銀行被萬國寶通銀行收購。

#### 恆生銀行被收購
1960年，恆生銀號改名為恆生銀行。
1962年，位於中環皇后大道中的恆生總行大廈落成啟用，為當時最先進的建築之一。
1965年，恒生銀行發生幾次擠提事件，並且蒙受鉅大損失。4月8日，董事局決議把銀行控股權售與香港上海滙豐銀行，最後滙豐收購恒生銀行51%股份。取得控股權後，滙豐除去了香港銀行業最具威脅的對手，奠定了其在香港銀行零售業的壟斷優勢。不過滙豐在收購恒生銀行之後，只派出4名代表加入董事局，繼續保持原來的華人管理層，現時滙豐持有恒生銀行約62.14%股權。
1969年11月，恆生指數公佈，成為國際重要金融參考指數至今。

## 80-90年代
1981年，恆生銀行開始進駐地鐵站。
1987年，恆生銀行以8億4千萬投得當時中央消防局舊址。

### 跨行櫃員機網路
1980年，滙豐銀行聯同旗下恆生銀行創立「易通財」櫃員機網路。
1982年中國銀行香港分行(現中銀香港)聯同東亞銀行、浙江第一銀行(已併入永亨銀行之內)、上海商業銀行及永隆銀行建立銀通網路，以抗衡滙豐集團。
到了今天，兩個網絡的櫃員機均隨處可見。

### 80年代股災
1983年9月恆隆銀行擠提及被港府接管，同年10月新鴻基銀行擠提(後改組為港基銀行，即富邦銀行(香港)前身)。
1985年，香港工商銀行(後併入大新銀行)突然停牌及被政府接管。
1986年嘉華、永安、友聯、康年等銀行先後易手或被兼併。當中嘉華銀行1998年7月30日更改名稱為中信嘉華銀行。

### 海外信託銀行事件
1979年起海外信託銀行高層串謀虛假借貸，於1985年因虧損太大，無法再掩飾落去面臨倒閉，被政府接管。事件調查長達14個月，最後於1987年5月中審結，涉案人士被判入獄2至6年不等。
1993年7月，政府以44.57億港元出售於1985年6月接管的海外信託銀行予國浩集團附屬的道亨銀行。

#### 廣東銀行被多次轉手及收購
1988年，廣東銀行被美國太平洋銀行收購，易名為太平洋亞洲銀行。
1992年，美國銀行集團與美國太平洋集團合併，太平洋亞洲銀行再度易名為美國亞洲銀行，再於1996年易名為美國銀行(亞洲)。

### 六四事件
1989年6月4日，北京發生六四事件，中銀集團屬下十三行出現擠提。

### 國際商業信貸銀行倒閉
1991年7月5日，中東背景的國際商業信貸銀行因涉及不法活動，於全球各地金融管理機構要求下關閉。初期香港的銀監專員曾聲明事件與國商銀行香港業務無關，香港國商財政狀況健全下仍可運作，但7月7日港府以情況有變為理由，勒令國商銀行停業。
受事件影響，當時股東涉及中東財團的港基銀行和道亨銀行也出現擠提，但得到當局安排動用外匯基金幫助。不過國際商業信貸銀行卻沒有受到同等幫助，停業當時又只能讓市民取得25%存款，引起不少市民不滿。最終國商清盤於1999年完成，雖然存戶取回全部款項，卻反映香港對銀行存款保障不足，促使香港引入存款保險制度。

### 滙豐改組及統一品牌
1990年12月17日，香港上海滙豐銀行結構重組，成立滙豐控股有限公司，並把集團註冊辦事處設於倫敦。
滙豐控股在1992年收購英國米特蘭銀行後，在英國監管當局的規定下，滙豐集團總管理處在1993年1月由香港遷往倫敦。
1998年11月，滙豐集團宣佈統一品牌，除香港恒生銀行之外，世界各地滙豐集團的銀行業務統一以「HSBC」為名，當中富有香港味道的「HongkongBank」完全淡出，一般官方文件也由「滙豐銀行」改稱為「滙豐」。

### 中銀集團重組
1998年，交通銀行香港分行脫離中銀集團，回歸1987年於上海重新開業的交通銀行總行管理。
1999年，中銀集團開始重組銀行業務，準備公開配股上市。除了集友銀行外的所有小股東股份，都被中國銀行全數購入。正式的重組計劃於2001年1月獲得中國人民銀行批准，並向外公佈。同年3月香港立法會通過

## 現代發展(2000年-至今)
香港銀行業在2000年後的服務趨向電腦化，網上銀行服務普及，大型銀行的分行數目減少，但是一些小型銀行反而增加分行數目。
2000年，渣打收購當時仍稱美國大通銀行(即現在的摩根大通)香港業務，包括Chase Manhattan信用卡及與商業二台推出聯營卡Manhattan id 信用卡。同年4月，中國工商銀行向招商局收購約佔53%的友聯銀行股份，8月友聯銀行易名為中國工商銀行（亞洲）。
2001年，新加坡發展銀行集團(今星展銀行)收購道亨銀行集團，包括旗下的道亨銀行及海外信託銀行。同年東亞銀行亦收購了第一太平銀行。
2001年11月1日，中信嘉華銀行以42億元收購香港華人銀行有限公司，並於2002年1月17日併入，資產從591億元增至800億元。
2003年7月21日，星展集團宣佈道亨銀行、海外信託銀行及DBS廣安銀行完成合併，並改名為星展銀行(香港)有限公司。
2004年7月1日，渣打銀行完成在香港之註冊手續，將渣打銀行及旗下各子公司之業務注入完全歸納入。翌年3月，於香港註冊之渣打銀行(香港)有限公司旗下，立法會亦經已修訂法定貨幣紙幣發行條例，將渣打銀行之發鈔權轉移至渣打銀行(香港)有限公司。其後花旗銀行、交通銀行亦將其部分香港業務歸入香港註冊的本地分行處理。
2006年香港銀行開始實施五天結算，並實行存款保障計劃。5月30日，馬來西亞大眾金融集團完成收購亞洲商業銀行的股權，同年6月30日起改名為大眾銀行(香港)有限公司。同年中國建設銀行收購美國銀行(亞洲)，並於2007年易名為中國建設銀行(亞洲)。同年9月25日，所有銀行參加香港存款保障計劃，為每名存戶提供10萬港元保障。
2007年3月，由香港銀行公會帶領，各銀行均推出簡化版提款服務，主要是針對長者用戶。
2008年，恆生銀行慶祝其75週年。隨著金融海嘯爆發，9月東亞銀行發生擠提事件，10月出現香港迷你債券事件，同月政府宣佈暫時提供全面存款保障至2010年底。
2008年招商銀行向伍宜孫家族收購永隆銀行過半股權，2009年完成收購其餘股權。其後中資加強進入香港市場，包括中國工商銀行私有化中國工商銀行（亞洲）、越秀企業收購創興銀行等。

### 數字銀行
2019年，金管局宣佈向八組財團授予經營虛擬銀行（Virtual Bank）的銀行牌照，牌照於同日生效，預期已獲發牌照的虛擬銀行的服務可於6至9個月內正式推出，而發出上述虛擬銀行牌照後，香港持牌銀行數目增至160間。2020年起，眾安銀行、WeLab Bank與天星銀行陸續開始試業。
2024年10月，金管局发布消息，指将修改《虚拟银行的认可》指引，尽快落实将“虚拟银行”改名为，以强调虚拟银行在化转型中采取的银行模式，而非其“虚拟”存在的形式。金管局同时指，中文采用而非香港更常用的，可与政府政策的化用语接轨，亦可避免与传统银行的“银行”（网上银行）服务混淆。

## 現況

### 國際地位
- 植根於於香港的滙豐現在是跨國性銀行集團，亞洲區不少業務均以香港為總部，福布斯雜誌公佈2008年全球上市公司2000強排行榜，滙豐膺排行榜首位。而截止2007年12月，恆生銀行則為本地最大上市註冊銀行，及全球第48大上市銀行。

## 具系統重要性銀行
具系統重要性銀行（Systemically Important Authorized Institutions）根據巴塞爾銀行監管委員會發出的一套原則性框架來識別。監管機構對這些銀行有較高的吸收虧損能力資本要求。
30間具全球系統重要性銀行（G-SIB）中，有29 間在香港設有業務。其中，滙豐銀行母公司HSBC及摩根大通位列於G-SIB第4組別。沒有銀行位列於最重要的第5組別。
2015年，香港金融管理局指定具本地系統重要性認可機構（D-SIB）共有5間銀行。沒有銀行位列於最重要的第5組別。
2017年12月29日，香港金融管理局公佈於2018年1月1日被指定為D-SIB的認可機構及相關的資本要求。新的名單加入了中國工商銀行(亞洲)有限公司，另外渣打銀行由第二組別調至第一組別。2021年12月24日，香港金融管理局公佈東亞銀行不再被識別為系統重要性金融機構。
| 重要性 | D-SIB                             |
| ------ | --------------------------------- |
| 5      | 空置                              |
| 4      | 香港上海滙豐銀行                  |
| 3      | 空置                              |
| 2      | 中國銀行（香港） 渣打銀行（香港） |
| 1      | 恒生銀行 中國工商銀行（亞洲）     |